# Fălcoiu, Olt
Fălcoiu este satul de reședință al comunei cu același nume din județul Olt, Oltenia, România.

## Personalități
- Amza Jianu (1881-1962), chirurg, profesor universitar la București

 Acest articol despre o localitate din județul Olt este deocamdată un ciot. Puteți ajuta Wikipedia prin completarea lui.

Sat de o frumusețe rară cu păduri verzi de foioase, străbătut de râul Cungrea și cu celebrul copac,Tecul de la Ionicesti.